# Споменик Петру Кочићу у Београду
Споменик Петру Кочићу је споменик у Београду. Налази се у Чубурском парку, на подручју општине Врачар.

## Подизање споменика
Идејно решење споменика финансирало је Завичајно друштво „Змијање”, а ливење је платио град Београд. Споменик је дело вајара Драгољуба и Миодрага Димитријевића, који су два месеца радили на споменику у дворишту свог атељеа на Бановом брду.
Фигура Кочића од бронзе у слободном простору висине је 3,2 метра са постољем и налази се у Чубурском парку, близу места где је Кочић живео током боравка у Београду, између улица Цара Николаја II, Максима Горког и Шуматовачке улице. Споменик је смештен на главну и најфректвентнију стазу Чубурског парка.
Споменик су свечано открили 12. маја 2009. године, Драгољуб Давидовић и Драган Ђилас, тадашњи градоначелници Београда и Бањалуке, а истоветан спомени постављен је испред Кочићеве родне куће у Стричићима у Бањалуци. Свечаности откривања споменика присуствовали су тадашњи председници скупштина градова Александар Антић и Слободан Гаврановић, као и представници бањалучког Завичајног друштва „Змијање”.